# 하시모토 긴고로

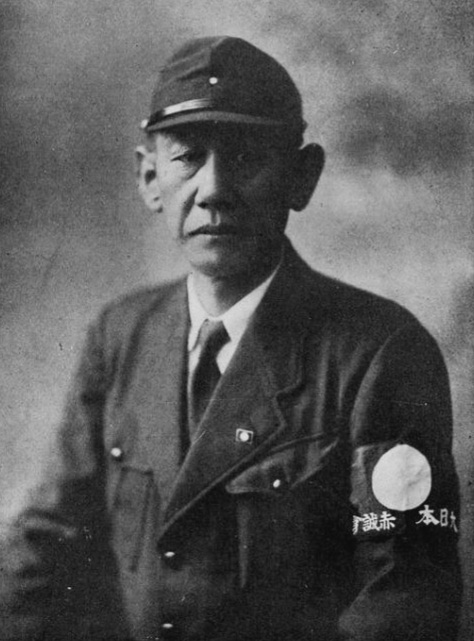
하시모토 긴고로

하시모토 긴고로(일본어: 橋本 欣五郎, はしもと きんごろう, 1890년 2월 19일 ~ 1957년 6월 29일)는 일본의 육군 군인이자 우익 활동가이다.

## 인물과 경력

### 군인·정치인으로서의 활동
하시모토 긴고로는 1890년, 오카야마현의 오카야마시에서 태어나, 7살 때 후쿠오카현의 고지 구로 이사했다. 구마모토 육군 유년학교, 육군 중앙 유년학교, 일본 육군사관학교, 일본 육군대학교를 거쳐 터키 공사관의 주재 무관이 되었으며, 이 때에 무스타파 케말 아타튀르크(Mustafa Kemal Atatürk)의 혁명 사상을 접한 것이 그 후의 편력에 큰 영향을 주었다.
이후에는 참모 본부 러시아 반장이 돼 1927년, 참모 본부의 장교들과 은밀히 육군 중견 장교들을 중심으로 하는 단체를 조직해 우익 쿠데타 음모를 꾸몄으나, 단체는 3월 사건과 10월 사건의 실패로 해산 당했다. 제2차 세계 대전 후에 열린 극동 국제 군사 재판에서 하시모토가 A급 전범으로 기소된 최대의 이유로 연합국 측이 3월 사건과 10월 사건을 침략 계획의 발단으로 판단하였기 때문이라고 한다.
또, 하시모토는 2·26 사건이 일어날 당시에 급히 상경해 사태 수습에 분주했지만, 궐기 부대는 역적으로 판단되어 하시모토는 본의 아니게 예비역으로 편입되었다.
그 후에도 중일 전쟁 발발에 따라 다시 소집됐지만, 난징 공략전 당시에 일본 해군의 항공기에 난징으로부터 탈출하는 선박을 공격하도록 명령, 미국의 포함 〈파나이 호〉를 격침해 영국의 포함 〈레이디버드 호〉에도 큰 피해를 주었다. 이 사건으로 인해 하시모토는 책임을 져 육군 포병 대령으로 퇴역하였고, 일본 해군 제독 야마모토 이소로쿠(山本五十六)는 하시모토의 이런 행동에 대해 분노를 표출하였다.
퇴역 후에는 일본 청년당을 조직해 파시즘 운동을 전개하였고, 고노에 후미마로(近衛文麿)가 표방하는 신체제 운동에도 적극적으로 협력했다. 1942년의 익찬 선거로 중의원 의원으로 당선돼, 익찬 정치회 총무로 취임하였다.

### 극동 국제 군사 재판과 그 이후
하시모토는 극동 국제 군사 재판에서 A급 전범으로 기소돼 종신형을 선고받았다. 가석방 후에는 무소속으로 1956년 제4회 일본 참의원 의원 통상선거에 출마했지만 낙선하였고, 1957년 6월 29일에 폐암으로 사망하였다.